# 古河徹人

古河 徹人（ふるかわ てつと、1984年10月17日 - ）は、日本の男性声優。イエローテイルに所属。東京都出身。血液型はA型。

## 出演
太字はメインキャラクター。

### テレビアニメ
- 洗い屋さん!〜俺とアイツが女湯で!?〜（2019年、高杉秀元[2]）

### 配信アニメ
- お見合い相手は教え子、強気な、問題児。（完全版）（2017年、久我宗二[3]）
- 25歳の女子高生（完全版）（2018年、相田直之[4]）

### アダルトゲーム
2006年
- すくぅ〜るらぶっ!〜恋と希望のメトロノーム〜（内海）
- ヘブンズウィル（ネス）

2007年
- Apocalypse 〜Desire Next〜
- ぷりサガ! 〜プリンセスを探せ!〜（ランドロフ）
- 臨海合宿（霧原裕也）

2008年
- パンドラサーガ
- 紅色天井艶妖綺譚（宗也）

2009年
- カヌチ 黒き翼の章（ミツネ・エスド）
- 地獄少女 澪縁（草尾春人）
- 新大戦略バトルオブソルジャー（セオドア）
- 世界はあたしでまわってる 光と闇のプリンセス（冒険者）
- トキノ戦華（天城 隼人）
- Trample on “Schatten!!” 〜かげふみのうた〜（姫荻愛作）
- トリニティ・ユニバース（ルキウス）
- BALDR SKY Dive1 "LostMemory"（須藤雅）
- BALDR SKY Dive2 "RECORDARE"（須藤雅）
- 白光のヴァルーシア（カシム）
- ももいろガーディアン（遠野樹喜）
- よついろ★パッショナート!（幸田幹慈）

2010年
- 紫影のソナーニル -What a beautiful memories-（A）

2011年
- 恋ではなく―― It's not love, but so where near.（八坂 典史）
- 出撃!! 乙女たちの戦場2〜天翔ける衝撃の絆〜（牟田口 恭司）
- BLOODY†RONDO（法月蓮）
- 闇夜に踊れ -Witch wishes to commit the Night-（刻路 望）
- 鬼ごっこ!（坂上 熊吉）
- 鬼ごっこ! ファンディスク（坂上 熊吉）
- あかときっ!!-花と舞わせよ恋の衣装-（谷野 真悠人）
- 戦極姫3〜天下を切り裂く光と影〜（ルイス・ソテロ、山県昌景）
- LEGEND SEVEN 〜白雪姫と7人の英雄〜（ラークス・マージ）
- 漆黒のシャルノス -What a beautiful tomorrow- Fullvoice ReBORN Edition (ウィンストン・チャーチル）
- 赫炎のインガノック -What a beautiful People- Fullvoice ReBORN Edition (ギー）

2012年
- 黄雷のガクトゥーン -What a shining braves-（ニコラ・テスラ）
- DRACU-RIOT!（倉端 直太）
- Trample on Schatten!! 〜かげふみのうた〜 REVOLUTION+（姫荻 愛作）
- 出撃!乙女たちの戦場3〜電撃作戦!戦果はエースの名のもとに〜（飛雲）
- 古色迷宮輪舞曲 〜HISTOIRE DE DESTIN〜（名波 行人）
- 時計仕掛けのレイライン 〜黄昏時の境界線〜（村雲 静春）
- 平グモちゃん（三好 長慶）
- 源狼 GENROH（白雲）
- さくら、咲きました。（寒河江 一馬）
- 戦極姫4〜争覇百計、花守る誓い〜（山形昌景）

2013年
- 鬼ごっこ! Portable（坂上熊吉）
- キミ♥ドル 〜キミのアイドル〜（小野寺 日向）
- 幻創のイデア〜Oratorio Phantasm Historia〜（漆原零二）
- NO,THANK YOU!!!（ハル）
- 〜聖魔導物語〜（ニコリ）
- なつくもゆるる（三田 舜）
- あまたらすリドルスター（十伊堂 アダム）
- 巨乳ファンタジー外伝2（モテール・ド・プラティーヌ）
- パステルチャイム3 バインドシーカー（レイ・ヴィーテック）

2014年
- 相州戦神館學園 八命陣 天之刻（幽雫宗冬）
- 偽骸のアルルーナ（ウィル）
- 紫影のソナーニルRefrain -What a beautiful memories-（A）
- マジカルアイズ -Red is for anguish-（南川悟）
- キミのとなりで恋してる！（瀬古勝彦）
- 戦極姫4 ～争覇百計、花守る誓い～（山県昌景）
- 戦極姫5 ～戦禍断つ覇王の系譜～（山県昌景／久武親直）

2015年
- BAD APPLE WARS

2017年
- コウミガミ〜嘆き嗤う蛇神、妹なる者々が紡ぎし口碑〜（神蛇丞）
- きんとうか（鈴村颯太）
- 景の海のアペイリア（桐島 零一）
- 天結いキャッスルマイスター（流燐結騎）

2018年
- お姫様だってXXXしたい！！ -Horny magical princess-（鷹井 流星）

2018年
- エゴと後悔のジレンマ（葛城 渉）
- 言の葉舞い散る夏の風鈴（蓮華 昌一）
- ラッキードッグ1 + bad egg（ラグトリフ・フェルフーフェン）

2019年
- はぴねす!2 Sakura Celebration（蓮華 昌一）
- ALPHA-NIGHTHAWK（ジャン・レグルス）
- クロスコンチェルト（藤波 竜太）

2020年
- はぴねす!2 りらっくす（九重 統也）
- BETA-SIXDOUZE（ジャン・レグルス）
- グラン・オダリスク（スイナン）

2021年
- ガラス姫と鏡の従者 (オットー・レオポルト・ フォン・シェーンハウゼン)
- 閃鋼のクラリアス（ウルフィリア＝レイ）
- 同級生リメイク（冬彦）

2022年
- マガツバライ X-rated（草壁 玄之丞）

2023年
- GAMMA DIMENSION ～ALPHA&BETA FAN DISK～（ジャン・レグルス）
- 妹と彼女 それぞれの選択（扇 大地）

### コンシューマーゲーム
- マガツバライ（草壁 玄之丞[33]）

### ドラマCD
- シチュエーションボイスCD 生徒会長は妹が好き（2010年、川口 まさお[34]）
- 収穫の十二月「秘湯の十月」（2012年、紺野 柾木[35]）
- キミ♥ドル 〜キミのアイドル〜 リリース記念ドラマCD「アイドル達の学園生活!」（2013年、小野寺 日向[36]）
- 恋する編集者シリーズ第二弾「手ほどき。」(2015年、杉原 亮司[37])

### インターネットラジオ
- Webラジオ「ゼルクレラジオ」（パーソナリティ）
- Webラジオ「半妖ラジオ」（パーソナリティ）

### CM
- ラジオ「群馬マツダ」ナレーション

### その他コンテンツ
- 東京電力提供ネットゲーム「電気のちから」（エレー・キテル）